# Гретьєшть
Гретьєшть (рум. Grătiești) — село в складі муніципію Кишинів в Молдові. Входить до складу сектора Ришкани. Адміністративний центр однойменної комуни, до складу якої також входить село Гулбоака. В минулому — єврейська землеробська колонія.

## Населення

### Національність
Розподіл населення за національністю за даними перепису 2004 року:
| Національність   | Відсоток |
| ---------------- | -------- |
| молдовани/румуни | 96,56%   |
| українці         | 1,41%    |
| росіяни          | 1,39%    |
| інші             | 0,64%    |

## Відомі люди
- Думітру Брагіш — молдовський політик, колишній прем'єр-міністр Молдови.